# Lumbricillus tsimpseanis
Lumbricillus tsimpseanis is een ringworm uit de familie van de Enchytraeidae. De wetenschappelijke naam van de soort is voor het eerst geldig gepubliceerd in 1981 door Coates.